# Oms en série
Oms en série est un roman de science-fiction de l'auteur français Stefan Wul paru en 1957.
Oms en série est le cinquième roman de Stefan Wul et l'avant-dernier roman de l'auteur. Le roman se compose de trois parties divisées en chapitres parfois très courts. Le découpage du roman en parties distinctes permet à l'auteur de faire le récit d'événements qui peuvent être distants de plusieurs années.
Que sont devenus les humains ? Les survivants du grand cataclysme ont été recueillis par les Draags, géants bleus aux yeux rouges, qui les ont emmenés sur leur planète, où le temps s'écoule beaucoup plus lentement que sur la Terre. Asservis, domestiqués ils sont devenus des Oms, des êtres dégénérés au service de leurs nouveaux maîtres. Mais peu à peu, menés par le jeune Terr, petit Om d'une intelligence supérieure, ils retrouveront le goût de la liberté et affirmeront leur humanité face aux Draags.

## Résumé
Sur la planète Ygam, les Draags entretiennent les Oms comme animaux de compagnie. Ces Oms sont les lointains descendants des êtres humains originaires de la planète Terre ramenés en captivité sur Gamay. À sa naissance, le jeune Om Terr est adopté par une petite fille dénommée Tiwa et l'accompagne dans toutes ses activités. Lorsque la jeune Tiwa apprend ses leçons grâce à ses écouteurs d'instruction, le petit Om - qui dort sur ses genoux - assimile également toutes les connaissances inculquées à l'enfant draag. Dès que les parents de Tiwa s'aperçoivent que Terr récite spontanément des leçons entières, ils s'inquiètent et demandent à Tiwa de ne plus le faire participer à ses séances d'instruction. Le jeune Terr s'échappe alors en volant les écouteurs d'instructions et se retrouve dans un parc draag habité par des bandes d'Oms sauvages qui y vivent clandestinement et refusent la servitude. Aidé par Brave, Vaillant et Charbon, Terr se fait à la rudesse de la vie des Oms sauvages qui doivent se cacher et voler les Draags pour survivre.
Grâce à sa maîtrise de la lecture, Terr sauve les bandes rivales du parc d'une « désomisation » organisée par les Draags et tous se réfugient dans les ruines d'un ancien port draag. Au bout de quelques années humaines, les Oms ont accumulé beaucoup de matériel volé, se sont instruits dans tous les domaines grâce aux écouteurs d'instruction des enfants draags et préparent leur grand projet : créer une colonie d'Oms libres sur le vieux continent sauvage de la planète Ygam. Pendant les préparatifs, les Oms suivent les décisions des Draags grâce à un réseau d'espions domestiques efficaces et communiquent par téléboîte. Après avoir déjoué la ruse d'espions draags qui venaient prendre en photo leur cité souterraine, Terr accélère la réalisation du projet et fait mettre trois vaisseaux submersibles à la mer.
Au bout d'une traversée périlleuse, au cours de laquelle l'un des trois navires sombra, les Oms accostent enfin sur l'un des deux continents sauvages de la planète. Pendant ce temps, Maître Sinh, un naturaliste draag très respecté, essaie d'alerter les pouvoirs publics draags du danger imminent et irréversible que représentent désormais les Oms qui se sont reproduits de manière exponentielle et menacent de se révolter. Mais les dirigeants draags ne sont pas convaincus par les démonstrations alarmistes du savant. Sur le continent sauvage, les Oms migrent lentement vers les hauts plateaux pour y établir leur nouvelle ville dans des grottes protégées.
Excédé par l'incurie du pouvoir en place, Maître Sinh publie un article catastrophiste dans la presse draag qui crée des mouvements de panique parmi la population d'Ygam. À la suite des troubles civils, le gouvernement est renversé et Maître Sihn devient l'édile suprême. Il ordonne alors immédiatement la destruction massive et immédiate des Oms du continent sauvage. Terr, qui avait été alerté de l'attaque par son réseau d'espions domestiques, souhaite mettre en place une défense anti-aérienne, mais il manque de sources d'énergie. Il décide alors de faire participer toute la communauté om et d'utiliser les influx électriques des muscles humains pour faire fonctionner le système de défense. Les missiles envoyés par les Draags sont détournés, les navires de guerre draags sont détruits par des mines flottantes, Maître Sinh se voit alors contraint d'accepter les termes de l'accord proposé par Terr. Lorsque les deux hommes se rencontrent au milieu de l'océan pour signer la paix entre les Draags et les Oms, un nouveau rapport d'émulation réciproque se met en place sur la planète Ygam.

## Personnages principaux

### Draags
La planète Ygam est composée de deux continents primitifs dévolus aux races endémiques non intelligentes, tandis que les Draags ont construit quatre continents artificiels en forme de triangle, deux dans l'hémisphère nord, deux dans l'hémisphère sud. La taille de la planète Ygam est telle qu'une journée pour un Draag équivaut à quarante-cinq jours pour un Om. Les Draags vivent dans une oligarchie non belliqueuse dirigée par un conseil d'édiles, se déplacent sur des chemins mobiles, par bateaux et par sphères volantes. Les Draags sont à l'origine un peuple amphibie qui s'est adapté à la vie terrestre après des mutations génétiques réalisées par le savant Zarek. Ils sont immenses, ont des yeux rouges et des membranes d'amphibiens. Les Oms domestiques sont affublés d'un collier de sécurité qui permet de les ramener au domicile de leurs maîtres en cas de fugue.
- Faoz, propriétaire de la mère de Terr et voisin de Praw et Tiwa ;
- Praw, père de Tiwa ;
- Tiwa, petite fille draag, propriétaire de l'Om dénommé Terr ;
- Maître Sinh, naturaliste draag qui s'inquiète de l'accroissement de la population des Oms, futur édile suprême ;
- Xeb Liar, homme de main de Maître Sinh, parti espionner les Oms sur le continent sauvage.

### Oms
- Brave, chef de la bande du Gros Arbre ;
- Charbon, membre de la bande du Gros Arbre ;
- Sav, savant naturaliste ;
- Terr, édile des Oms sauvages ;
- Vaillant, membre de la bande du Gros Arbre ;
- la Vieille, Ome, chef de la bande du Buisson Rouge.

## Thèmes

### Décadence des civilisations
Stefan Wul défend dans Oms en série une vision dynamique des civilisations qui auraient besoin d'une certaine forme d'adversité pour maintenir leurs forces vives en éveil. Pour l'auteur, les civilisations ne semblent avoir une chance de perdurer que par la stimulation et l'émulation que procure la confrontation à d'autres civilisations ou à un environnement hostile.
Ainsi, Stefan Wul présente les Oms comme les descendants barbares d'une civilisation très avancée qui a peu à peu décliné après être arrivée à des sommets de confort technologique. Parallèlement, après avoir éliminé tous les dangers potentiels de la vie sur leur planète Ygam, la civilisation draag souffre d'une forme de sclérose que seule la révolte des Oms permet finalement d'éviter.
Comme le rappelle Laurent Genefort dans sa préface aux Œuvres complètes de Stefan Wul : « Le héros wulien n'est pas en conflit avec son milieu ; il le découvre, le comprend, s'en fait un allié. » Oms en série précise encore la teneur de cette étroite relation de l'homme à son milieu : si l'homme n'est pas en conflit avec son milieu, il a besoin de sa relative adversité pour entretenir sa vigilance et sa réactivité.
Dans ce contexte, la lecture d’Oms en série ne manque pas de faire penser à l'émulation idéologique et technologique qu'avait induits l'opposition politique des blocs est et ouest pendant la Guerre froide, période durant laquelle Stefan Wul écrivait son roman.

### Le corps comme ressource
Comme dans nombre de ses autres romans, Stefan Wul utilise le corps et ses ressources dans son intrigue. Ici, l'électricité des muscles humains reliés en série servent à alimenter le système de défense anti-aérien des Oms, dans Niourk, ce sont les cellules grises qui développent leurs capacités grâce à la radioactivité et font passer l'homme à un nouveau stade de son évolution mentale, tandis que dans Retour à « O » et Le Temple du passé, le corps humain ou animal est le milieu même dans lequel évoluent les protagonistes.

### Syndrome Spartacus
Le récit inventé par Stefan Wul n'est pas sans rappeler l'histoire de l'esclave gladiateur Spartacus[réf. nécessaire] et de la révolte qu'il mena contre Rome, l'augmentation importante de la masse des esclaves constituant peu à peu une force politique n'attendant plus qu'un chef charismatique pour se soulever contre son oppresseur. Alors que la révolte de Spartacus échoua, Stefan Wul donne à ses protagonistes la chance d'un nouveau départ.

## Accueil
Ce roman a été classé parmi les chefs-d'œuvre de la science-fiction dans les ouvrages de référence suivants :
- La Bibliothèque idéale de la SF, Albin Michel, (1988) ;
- Bibliothèque idéale du webzine Cafard cosmique.

Des critiques sont publiées dans :
- Ronny L. Idels, Horizons du fantastique no 5, 1969 ;
- Tina Sol, Horizons du fantastique no 21, 1972 ;
- Denis Philippe, OPTA, dans la revue Fiction, 1973.

## Adaptations et éditions

### Adaptation cinématographique
Le roman de Stefan Wul fut adapté à l'écran sous la forme d'un long-métrage animé intitulé La Planète sauvage, réalisé par René Laloux sur des dessins de Roland Topor. Le film fut présenté à Évreux en 1973 et certains journalistes virent dans le scénario une métaphore historique du Printemps de Prague, ce que démentit plus tard l'auteur.

### Adaptation en bande dessinée
Le roman a été adapté en bande dessinée (3 tomes) à partir de 2012 chez Ankama dans la collection "Les univers de Stefan Wul". On y trouve Jean-David Morvan au scénario et Mike Hawthorne au dessin.
- 1. Terr, sauvage, octobre 2012,  (ISBN 978-2-359-10344-1)
- 2. L'ExOm,  octobre 2014,  (ISBN 978-2-359-10390-8)
- 3. La vieille - Terr, avril 2017,  (ISBN 978-2-359-10860-6)

### Éditions françaises
- Fleuve noir, coll. « Anticipation » no 102, 1957 ;
- Denoël, coll. « Présence du futur » no 146, 1972, rééditions en 1973, puis 1976, 1977, 1979, 1981, 1983  (ISBN 2-207-30146-X) et 1993  (ISBN 2-207-30146-X), 1994 (couverture de Jean-Yves Kervévan) et enfin 1999  (ISBN 2-207-25076-8), couverture de Philippe Caza ;
- dans Découvrir la science-fiction, Seghers, coll. « Anthologie-jeunesse » (Extraits), 1975 ;
- dans Œuvres complètes 1, Lefrancq, coll. « Volumes », 1996  (ISBN 2-87153-197-8) ;
- Gallimard, coll. « Folio SF » no 11, 2000  (ISBN 2-07-041560-0) ;
- Castelmore, 2015  (ISBN 978-2362311406).

### Traductions
- En italien
  - Homo Domesticus, dans I Romanzi del Cosmo no 37, Ponzoni, octobre 1959.

- En portugais
  - O mundo dos draags, Livros do Brasil, coll. « Argonauta » no 64, 1961.

- En anglais
  - Fantastic Planet, Creation Oneiros, 2010  (ISBN 978-1-902197-31-9).